# Schloß Grafenegg
Schloß Grafenegg är ett slott i Österrike.   Det ligger i distriktet Liezen och förbundslandet Steiermark, i den centrala delen av landet, 180 km väster om huvudstaden Wien. Schloß Grafenegg ligger 635 meter över havet.
Terrängen runt Schloß Grafenegg är varierad. Schloß Grafenegg ligger nere i en dal. Närmaste större samhälle är Liezen, 1,2 km öster om Schloß Grafenegg. 
I omgivningarna runt Schloß Grafenegg växer i huvudsak blandskog. Runt Schloß Grafenegg är det ganska glesbefolkat, med 25 invånare per kvadratkilometer.